# NGC 3141
NGC 3141 (również PGC 29544) – galaktyka spiralna (Sc), znajdująca się w gwiazdozbiorze Hydry. Odkrył ją 1 stycznia 1886 roku Francis Leavenworth.